# Newton Thomas Sigel
Newton Thomas Sigel (* 29. August 1955 in Detroit, Michigan) ist ein US-amerikanischer Kameramann, der hauptsächlich für Projekte von Regisseur Bryan Singer arbeitet. Gelegentlich ist er selbst als Regisseur tätig.

## Leben
Sigel studierte Malerei in Detroit und New York, bevor er sich für eine Ausbildung zum Kameramann entschied. Er begann mit der Aufnahme von Musikvideos, inzwischen beschränkt er sich auf Kinofilme. Zu Beginn der 1980er Jahre war er an mehreren Dokumentationen beteiligt. Bis in die 1990er Jahre hinein folgten vor allem Fernsehproduktionen. 
2002 drehte er den Fernsehfilm Der Brandstifter (Point of Origin) mit Ray Liotta und John Leguizamo in den Hauptrollen. Die Produktion war sein Langspielfilmdebüt als Regisseur. Zuvor inszenierte er 1983 und 1987 jeweils eine Dokumentation. In den Jahren 2004 und 2006 drehte er jeweils eine Folge der Serie Dr. House. 

## Filmografie (Auswahl)
- 1981: El Salvador: Another Vietnam (Dokumentarfilm)
- 1985: Latino
- 1989: Eine Frau klagt an (Roe vs. Wade, Fernsehfilm)
- 1990: Rock Hudson
- 1991: Mord von oben (Murder in High Places)
- 1992: Das weiße Zauberpferd (Into the West)
- 1992: …und sie spielten mit dem Leben (Crossing the Bridge)
- 1993: Das Kainsmal des Todes (Daybreak, Fernsehfilm)
- 1993: Indian Summer – Eine wilde Woche unter Freunden (Indian Summer)
- 1994: Blankman
- 1994: Und die Zeit heilt alle Wunden (A Time to Heal)
- 1995: Die üblichen Verdächtigen (The Usual Suspects)
- 1996: Foxfire
- 1996: Der große Stromausfall – Eine Stadt im Ausnahmezustand (The Trigger Effect)
- 1996: Blood and Wine
- 1998: Dämon – Trau keiner Seele (Fallen)
- 1998: Der Musterschüler (Apt Pupil)
- 1999: Brokedown Palace
- 1999: Three Kings – Es ist schön König zu sein
- 2000: X-Men
- 2001: Ambush
- 2002: Geständnisse – Confessions of a Dangerous Mind (Confessions of a Dangerous Mind)
- 2003: X-Men 2 (X2)
- 2004: Keep Right
- 2005: Brothers Grimm (The Brothers Grimm)
- 2005: The Big Empty
- 2006: Superman Returns
- 2007: Unverblümt – Nichts ist privat (Towelhead)
- 2008: Ein verlockendes Spiel (Leatherheads)
- 2008: Operation Walküre – Das Stauffenberg-Attentat (Valkyrie)
- 2010: Die Lincoln Verschwörung (The Conspirator)
- 2010: Frankie & Alice
- 2010: Verlobung auf Umwegen (Leap Year)
- 2011: Drive
- 2013: Movie 43
- 2013: Jack and the Giants (Jack the Giant Slayer)
- 2014: Seventh Son
- 2014: X-Men: Zukunft ist Vergangenheit (X-Men: Days of Future Past)
- 2016: X-Men: Apocalypse
- 2017: Marshall
- 2018: Bohemian Rhapsody
- 2020: Tyler Rake: Extraction (Extraction)
- 2020: Da 5 Bloods
- 2021: Cherry – Das Ende aller Unschuld (Cherry)
- 2022: Dog
- 2023: Candy Cane Lane – Eine Weihnachtsgeschichte (Candy Cane Lane)

## Auszeichnungen „Beste Kamera“
- 1996: Nominierung für den Independent Spirit Award (Die üblichen Verdächtigen)
- 2000: Nominierung für den Online Film Critics Society Award (Three Kings – Es ist schön König zu sein)

## Zitat
„Vor 20 Jahren waren die Aufgaben eines Kameramanns relativ klar: Man machte Filmaufnahmen für Fernsehen oder Kino. Heute gibt es DVDs, CD-ROMs und das Internet. Es gibt neben optischem auch das digitale Aufnahmesystem und viele Kameramänner haben indirekt mit den visuellen Effekten eines Films zu tun. Vielleicht wird das Filmemachen dadurch zu einem weniger gemeinschaftlichen Prozess mit weniger Leuten, die aber mehr Aufgaben haben. Ich kann das in Kauf nehmen, wenn wir dafür mehr Filme mit komplexeren Themen machen können. – Es könnte ein neues Konzept werden! Ich erinnere an Richard Lesters Inszenierungen und Hilfsmittel, die er in den 1960er Jahren verwendete. Sein Einfallsreichtum machte ihn zu einem großen Geschichtenerzähler. Ich hoffe, dass unseren neuen Möglichkeiten bewirken, diese Art der Filmkunst wieder aufleben zu lassen.“